# La Sauvetat (Gers)
La Sauvetat é uma comuna francesa na região administrativa de Occitânia, no departamento de Gers. Estende-se por uma área de 27,71 km². Em 2010 a comuna tinha 398 habitantes (densidade: 14,4 hab./km²).